# Silas H. Jennison

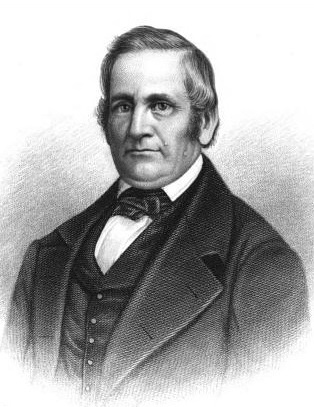
Silas Hemenway Jenison

Silas Hemenway Jennison (* 17. Mai 1791 in Shoreham, Vermont; † 30. September 1849 ebenda) war ein US-amerikanischer Politiker und von 1835 bis 1841 Gouverneur des Bundesstaates Vermont.

## Frühe Jahre und politischer Aufstieg
Silas Jennison musste in seiner Jugend nach dem frühen Tod seines Vaters auf der elterlichen Farm arbeiten. Daher blieben ihm nur wenige Wochen im Jahr, während der er die Schule besuchen konnte. Er hat sich das meiste Wissen dann selbst und mit Hilfe von Privatlehrern angeeignet. Neben seiner Tätigkeit auf der Farm begann er eine politische und juristische Laufbahn.
Jennison wurde Stadtrat seiner Heimatstadt und war von 1826 bis 1831 Abgeordneter im Repräsentantenhaus von Vermont. Außerdem gehörte er dem Regierungsrat (Executive Council) von Vermont an. Zwischenzeitlich war er Richter im Addison County. Im Jahr 1835 wurde er als Kandidat der Whig Party zum Vizegouverneur seines Staates gewählt.

## Gouverneur von Vermont
Nachdem es bei der Gouverneurswahl des Jahres 1835 keine Mehrheit gab und die Legislative sich auch nach über 60 Wahlgängen nicht auf einen neuen Gouverneur einigen konnte, wurde beschlossen, dass der neue Vizegouverneur Jennison dieses Amt für die Dauer von einem Jahr übernehmen sollte. Bei den darauf folgenden Wahlen trat Jennison dann selbst zur Wahl an und wurde bis 1840 in diesem Amt bestätigt. Im Jahr 1841 kandidierte er nicht mehr. Somit war er zwischen dem 2. November 1835 und dem 15. Oktober 1841 Gouverneur seines Staates. Seine Regierungszeit verlief ohne besondere Ereignisse.

## Weiterer Lebenslauf
Nach dem Ende seiner Gouverneurszeit wurde Jennison bis 1847 Richter an einem Nachlassgericht. Von 1844 bis 1848 war er Präsident der Landwirtschaftlichen Vereinigung im Addison County. Silas Jennison starb nach längerer Krankheit im September 1849. Zusammen mit seiner Frau Merillai Bush Jennison hatte er zwei Kinder.